# 埃莫纳克 (阿拉斯加州)
埃莫纳克（英語：Emmonak），是美国阿拉斯加州的一座城市。该市的人口在2000年为767人，2010年有762人。人口在阿拉斯加州排行第35。